# Castiarina pallas
Castiarina pallas es una especie de escarabajo del género Castiarina, familia Buprestidae. Fue descrita científicamente por Blackburn en 1901.